# Cecilia Nembou
Cecilia Nembou – papuańska naukowiec, wykładowczyni, profesor nauk matematycznych, rektor Divine Word University. Przeszła do historii w styczniu 2016, gdy jako pierwsza kobieta została rektorem w Papui-Nowej Gwinei.
Nembou otrzymała licencjat z matematyki na University of Papua New Guinea (1975), tytuł magistra w dziedzinie badań operacyjnych na University of Sussex (1978) oraz PGDip w dziedzinie statystyki od Canberra College of Advanced Education (1983). W 1992 uzyskała tytuł doktora w dziedzinie badań operacyjnych na University of New South Wales.
Od ponad 40 lat pracuje w administracji szkół średnich i wyższych. Zajmowała różne stanowiska kierownicze na University of Papua New Guinea, PNG Banking Corporation, University of Wollongong w Dubaju i Divine Word University.
Dr Nembou walczyła o prawa kobiet w PNG jako członkini zarządu Coalition for Change PNG Inc, wspólnoty działającej na rzecz rozwiązywania problemów przemocy związanej z płcią, w szczególności przemocy domowej. Stowarzyszenie odegrało zasadniczą rolę w tworzeniu i lobbowaniu na rzecz przyjęcia krajowej ustawy o ochronie rodziny, na mocy której przemoc w rodzinie została uznana za przestępstwo.